# Alberto Bottari de Castello
Alberto Bottari de Castello (Montebelluna, Italia, 5 de julio de 1942-Treviso, 13 de julio de 2025) fue un arzobispo y diplomático italiano de la Santa Sede que se desempeñó como nuncio apostólico en Gambia, Guinea, Liberia y Sierra Leona (1999-2005), en Japón (2005-2011) y Hungría (2011-2017).